# الدعاية الموجهة لفلسطين
الدعاية الموجهة لفلسطين أو باليوود (بالإنجليزية: Pallywood)‏ وهي لفظ منحوت من كلمتي «فلسطين» و«هوليوود» أو 3 كلمات «هوليوود السلطة الفلسطينية»، هي حملة تضليل تستخدم لاتهام الفلسطينيين زوراً بتزوير معاناتهم ووفاة مدنييهم أثناء صراعهم مع إسرائيل. وقد ظهر هذا المصطلح في أعقاب مقتل محمد الدرة في عام 2000 أثناء الانتفاضة الثانية،عندما اتهم الاسرائيليون ان الفيديو والصور المتعلقة بمقتله مزيفة. وقد استخدم المعلقون الإسرائيليون هذا المصطلح لرفض كل أو اغلب مقاطع الفيديو التي تظهر العنف الإسرائيلي وإنكار المعاناة الفلسطينية. خلال الحرب الإسرائيلية على غزة عام 2023-24، تم استخدام هذا المصطلح لتجاهل والتقليل من اهمية معاناة الفلسطينيين حيث تم الادعاء بأن الأطفال الفلسطينيين القتلى هم دمى مزيفة. واعتبر المصطلح من قبل المختصين انه ينطوي على نظريات مؤامرة لا صحة لها. وتم استخدام المصطلح والمعلومات المضللة المرتبطة به وتداولها كأداة دعائية من قبل الحكومة الإسرائيلية الرسمية.
```
يعتبر المؤرخ اليهودي الأمريكي 
ريتشارد لاندز
 
[الإنجليزية]
 الشخص الذي قام بصياغة المصطلح ونشره جزئياً بعد إنتاج فيلم وثائقي بعنوان «باليوود: بحسب مصادر فلسطينية» 
(
بالإنجليزية
: 
Pallywood: According to Palestinian Sources
)‏
 والذي يعرض نماذج يدعي أنها 
تلاعب إعلامي
.
[
11
]
[
12
]
[
13
]
[
14
]
[
15
]
```